# IBM・イン・アトムズ
IBM in atoms（IBM・イン・アトムズ）は、1989年にIBMの科学者が行った、個別の原子を操作する技術のデモンストレーションである。
カリフォルニア州サンノゼにあるIBMアルマデン基礎研究所のドン・アイグラーとErhard Schweizerは、走査型トンネル顕微鏡を使用して、ニッケルの冷却結晶の基板上に"IBM"の3文字の形になるように35個のキセノン原子を個別に配置した。原子を平面上に正確に配置したのはこれが世界で初めてだった。
2013年4月30日、IBMはこの技術を応用した原子によるアニメーション"A Boy and His Atom"を公開した。